# Войтенко Володимир Васильович
Войтенко Володимир Васильович (нар. 5 листопада 1924, с. Свободне, Волноваський район — пом. ?) — ветеран-фронтовик. Нагороджений орденами Слави II і III ступенів, Вітчизняної війни II ступеня, Червоної Зірки, медаллю «За перемогу над Німеччиною у Великій Вітчизняній війні 1941—1945 рр.». Почесний громадянин Маріуполя. У роки війни — голова групи учасників визволення міста Маріуполя. У післявоєнні роки (1968—1987) — директор школи № 36 м. Маріуполя. Відмінник освіти України.

## Біографічні відомості
Народився 5 листопада 1924 року. До Другої світової війни закінчив 9 класів школи № 30 на Слобідці.
Воював під Сталінградом, був поранений. Після лікування взяв участь у боях за звільнення України у складі 221-ї стрілецької дивізії, зокрема й за звільнення рідного міста Маріуполя. 10 вересня 1943 року після майже десятигодинного бою, у взаємодії зі 130-ю стрілецькою дивізією під прикриттям 9-ї авіадивізії, 221 стрілецька дивізія увірвалась у місто. Відомості розвідника Войтенка Володимира з товаришами допомогли уникнути великих втрат при визволенні Маріуполя.
Демобілізувався Володимир Васильович після Перемоги з чотирнадцятьма пораненнями та орденами Слави другого і третього ступенів, Орденом Червоної зірки і численними медалями.
Рішенням міської ради м. Маріуполь від 12 грудня 2002 року № 212 за значний вклад у звільнення міста та його розвиток, за велику громадську роботу по вихованню патріотичних почуттів молоді і активну участь у ветеранському русі Войтенку Володимиру Васильовичу було присвоєне звання почесного громадянина міста.